# Раштани (Битољ)
Раштани (мкд. Раштани) су насеље у Северној Македонији, у јужном делу државе. Раштани припадају општини Битољ.

## Географија
Насеље Раштани је смештено у јужном делу Северне Македоније. Од најближег већег града, Битоља, насеље је удаљено 4 km северно.
Раштани се налазе у западном делу Пелагоније, највеће висоравни Северне Македоније. Насељски атар је на истоку равничарски, док се на западу издиже Облаковска планина. Источно од села тече Црна река. Надморска висина насеља је приближно 670 метара.
Клима у насељу је умереноконтинентална.

## Историја
У месту је радила српска народна школа између 1874-1889. године.

## Становништво
Раштани су према последњем попису из 2021. године имали 550 становника.
| Национални састав према попису из 2021.‍ | Национални састав према попису из 2021.‍ | Национални састав према попису из 2021.‍ | Национални састав према попису из 2021.‍ | Национални састав према попису из 2021.‍ |
| --------------------------------------- | --------------------------------------- | --------------------------------------- | --------------------------------------- | --------------------------------------- |
|                                         |                                         |                                         |                                         |                                         |
| Македонци                               | Македонци                               |                                         | 530                                     | 96,4%                                   |

Већинска вероисповест био је православље.